# Andrus Kallastu

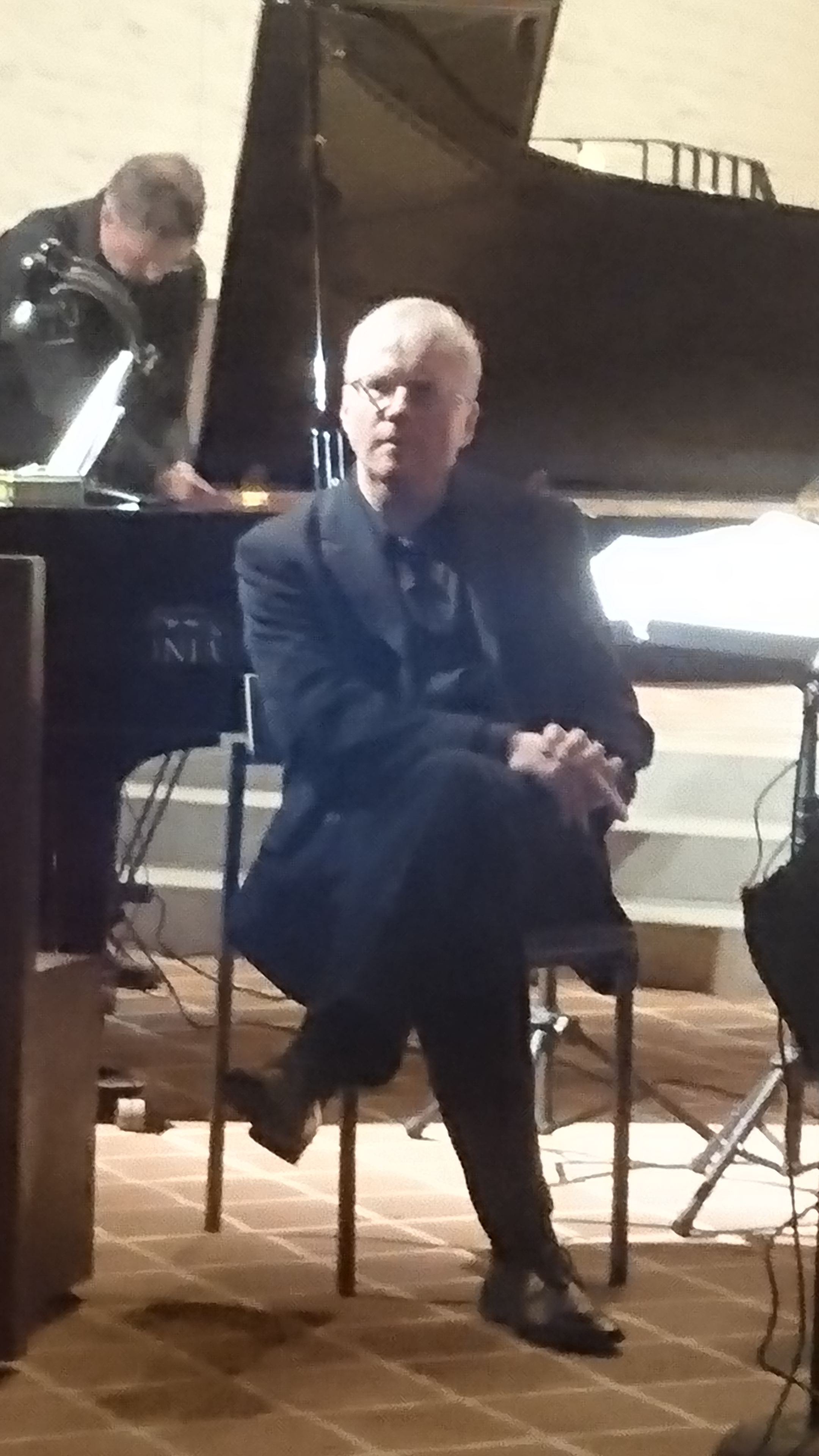
Andrus Kallastu, 2019

Andrus Kallastu (* 17. April 1967 in Pärnu) ist ein estnischer Dirigent und Komponist.

## Leben und Musik
Andrus Kallastu studierte von 1985 bis 1990 am Tallinner Konservatorium Klavier, Dirigieren und Komposition sowie ab 1991 an der Sibelius-Akademie in Helsinki, die er 1999 abschloss. Seitdem ist er als freier Komponist und Dirigent in Estland tätig.
Seit 1993 ist Andrus Kallastu Intendant des Opernhauses der westestnischen Stadt Pärnu. Er ist seit 2003 Leiter der Pärnuer Tage für zeitgenössische Musik (estnisch Pärnu Nüüdismuusika Päevad).

## Kompositionen (Auswahl)
- „Cromwells letzte Nacht“ (Ballade für Bariton und Orgel, 1986/87)
- Sonate für Klavier zu zwei Händen (1988)
- „Praeludium et invention“ (für Klavier, 1990)
- „Sonata da chiesa“ (für Violine und Orgel, 1991)
- „Feroce-veloce“ (für Klavier, 1999)
- Stabat Mater electronique (2000)
- „Ich hab’ genug“ (Arie für Kontratenor und Orgel, 2000)
- Stabat mater (für Viola da gamba, 2001)
- MELODIA (für Violine, 2001)
- DILEMMA (für Sinfonieorchester, 2002)
- ATEMLOS (Multimediakomposition, 2005)
- Stabat Mater per flauto „Tunc videns Iudas“ (2005–2007)
- MELODIA ACCOMPAGNATO (für Kammerensemble, 2006)
- ANIMA MEA (für elektronische Geräte, 2006)
- WELT GEBAUT IST (für Kammerensemble, 2007)

## Privatleben
Andrus Kallastu ist mit der estnischen Sopranistin Kai Kallastu (* 1970) verheiratet. Das Paar hat vier Kinder.